# TK-12 Simbirsk
TK-12 war ein strategisches Atom-U-Boot der russischen Seekriegsflotte und das dritte von sechs Schiffen des Projekt 941 (NATO-Code: Typhoon).

## Bau
TK-12 wurde am 19. April 1980 in der Sewmasch-Werft in Sewerodwinsk auf Kiel gelegt und am 21. Mai 1981 in die Bestandsliste der Seekriegsflotte aufgenommen. Mit dem Herausrollen aus der Bauhalle in ein überdachtes Trockendock wurde am 17. Dezember 1983 der Stapellauf vollzogen. Es folgten Standprüfungen im Trockendock sowie die Seeerprobung im Weißen Meer.

## Dienst in der Seekriegsflotte der Sowjetunion
Die Seekriegsflotte übernahm das neue Schiff am 26. Dezember 1984 und am 15. Januar 1985 wurde TK-12 in die neu aufgestellte 18. Division der 1. Flottille der Nordflotte in der Nerpitschja-Bucht bei Sapadnaja Litsa eingegliedert. Es folgten Abschreckungspatrouillen in der Barentssee und im Nordmeer. Am 24. Dezember 1986 verfing sich TK-12 mit einer Schraube im Schleppsonar von HMS Splendid (S106) der Royal Navy. Zwar konnte sich TK-12 vom wesentlich kleineren britischen Boot losreißen, musste jedoch mit dessen Schleppsonar in der Schraube ablaufen. Es gibt Gerüchte, dass die Überreste des britischen Sonar untersucht und zur Verbesserung russischer Systeme verwendet wurden. Bis 1991 führte TK-12 weiter regelmäßige Patrouillen durch.

## Dienst in der Seekriegsflotte der Russischen Föderation
Vom 16. September 1991 bis zum 20. Januar 1992 durchlief TK-12 die Instandsetzung in der Werft Swjosdotschka. Am 3. Juni 1992 übernahm die Seekriegsflotte das Schiff in praktisch neuem Zustand und teilte es wieder seiner Einheit in der Nerpitschja-Bucht bei Sapadnaja Litsa zu. Weitere Abschreckungspatrouillen folgten. Auf Grund der Abrüstungsbestrebungen sowie raschen Finanzkürzungen wurde TK-12 schon 1996 aus dem Kampfbestand der Seekriegsflotte ausgegliedert und stillgelegt. Dennoch bekam das Schiff im November 2001 den Namen Simbirsk.
2005 wurde TK-12 schließlich nach Sewerodwinsk verlegt, wo 2006 in der Werft Swjosdotschka die Verschrottung begann.

## Technische Daten
- Länge: 170 m
- Breite: 23,3 Meter
- Tiefgang: 11,0 Meter
- Höhe (Kiel-Turmkante): ca. 28 Meter
- Wasserverdrängung: 23.200 Tonnen (aufgetaucht) / 48.000 Tonnen[1] (getaucht)
- Antrieb
  - 2× OK-650B, 190 MW (thermisch) Druckwasserreaktoren
  - 2× Dampfturbinen GT3A mit je 49.000 PS
  - 4× 3200 kW E-Generatoren
  - 2× Dieselgeneratoren vom Typ DG-750
  - 2× Antriebsdiesel mit je 260 PS für Schleichfahrt
  - Höchstgeschwindigkeit: 14 Knoten (aufgetaucht)/27 Knoten (getaucht)
- Bewaffnung 
  - 20 Interkontinentalraketen RSM-52 (NATO: SS-N-20) im Raketenkomplex D-19
  - 6 Torpedorohre Kaliber 533 mm (Typ 53-65K, SET-65, SAET-60M, UGST)
  - 8-10 Luftabwehrflugkörper (schultergestützt) Typ 9K38 Igla
- Flugkörper:
  - SS-N-15 (verschossen aus Torpedorohren Kaliber 533 mm)
- Schiffssysteme:
  - Sonar: Skat
  - Radar: Albatros
  - EloKa: Nakat-M
  - Funkanlage: Molnija
  - Satelliten-Navigationssystem: Simfonia
  - Satelliten-Navigationsanlage (Tobo Responder): Kremnij-2
  - Satelliten-Kommunikationsanlage: Tsunami
  - Tauchtiefe: ca. 450 m maximal
- Besatzung: 150-180 (davon 50 Offiziere und 80 Unteroffiziere)
- Seeausdauer
  - 120 Tage (Frieden)
  - 260 Tage (Verteidigungsfall)